# Aegiochus sarsae
Aegiochus sarsae là một loài chân đều trong họ Aegidae. Loài này được Brandt & Andres miêu tả khoa học năm 2008.